# Lista de futebolistas não nascidos na Alemanha convocados para a Seleção Alemã
Este artigo traz uma Lista com os futebolistas que não nasceram na Alemanha, mas foram convocados para a Seleção nacional.
A relação não inclui os jogadores que defenderam as seleções da Alemanha Oriental e do Sarre.

## Nacionalidade por jogador
| País                 | Número | Jogador |
| -------------------- | ------ | --- |
| Áustria              | 16     | Franz Binder (1939–1941) Karl Decker (1942) Wilhelm Hahnemann (1938–1941) Franz Jelinek (1940) Matthias Kaburek (1939) Alexander Martinek (1940) Hans Mock (1938–1942) Josef Pekarek (1939) Hans Pesser (1938–1940) Peter Platzer (1939) Rudolf Raftl (1938–1940) Willibald Schmaus (1938–1942) Karl Sesta (1941–1942) Josef Stroh (1938–1939) Johann Urbanek (1941) Franz Wagner (1938–1942) Willibald Schmaus (1938–1942) |
| Bélgica              | 1      | Herbert Wimmer (1968–1976) |
| Bósnia e Herzegovina | 1      | Marko Marin (2008–2010) |
| Brasil               | 3      | Cacau (2009–2012) Kevin Kurányi (2003–2008) Paulo Rink (1998–2000) |
| Chéquia              | 2      | Miroslav "Mirko" Votava (1979–1981) Sigfried Held (1966–1973) |
| Gana                 | 1      | Gerald Asamoah (2001–2006) |
| Hungria              | 1      | Ernst Nagelschmitz (1926) Stefan Reisch (1962–1964) |
| Namíbia              | 1      | Werner Schulz (1935–1938) |
| Polónia              | 14     | Paul Freier (2002–2007) Richard Herrmann (1950–1954) Miroslav Klose (2001–2014) Dariusz Wosz (1997–2000) Martin Max (2002) Werner Olk (1961) Sepp Piontek (1965–1966) Lukas Podolski (2004–2017) Reinhard Schaletzki (1939) Lukas Sinkiewicz (2005) Hans Sturm (1958–1962) Wolfgang Weber (1964–1974) Ernest Wilimowski (1941–1942)                                                                                         |
| Roménia              | 1      | Josef Posipal (1951–1956) |
| Rússia               | 2      | Klaus-Dieter Sieloff (1964–1971) Andreas Beck (2009–2010) |
| Eslováquia           | 1      | Fritz Balogh (1950) |
| Eslovênia            | 1      | Fredi Bobic (2000–2004) |
| Suíça                | 1      | Oliver Neuville (1998–2008) |
| Síria                | 1      | Mahmoud Dahoud (2020–) |
| Turquia              | 1      | Mustafa Doğan (1999) |
| Ucrânia              | 1      | Roman Neustädter (2012–2013) |